# A Voice for Men
A Voice for Men (AVfM, AV4M, AVFM en español 'Una voz para los hombres') es una sociedad de responsabilidad limitada sin fines de lucro con sede en los Estados Unidos y una publicación en línea fundada en 2009 por Paul Elam. Es una de las mayores defensores del Movimiento por los derechos de los hombres, o «Activismo por los derechos humanos de los hombres», es uno de los sitios webs de derechos de los hombres más grande e influyente y actualmente está presente en varios países e idiomas. Su posición editorial es fuertemente antifeminista y con frecuencia los miembros de AVfM acusan al feminismo de tener actitudes misándricas y victimistas.

## Acerca
A Voice for Men presenta programas de radio, tiene un foro y publica artículos en su sitio web. Ocasionalmente presenta grupos. Los miembros del personal de AVFM y sus colaboradores son voluntarios no remunerados, con la excepción del fundador. El sitio cuenta con una tienda en línea, llamada "The Red Pill Shop", que vende camisetas, fundas para celulares y adornos navideños. Según la base de datos de Dun & Bradstreet, a partir de 2014 AVFM tenía un ingreso anual estimado de $ 120,000 y un empleado.
En marzo de 2011, AVFM lanzó una franquicia de transmisión en BlogTalkRadio. Paul Elam fue el anfitrión de la primera emisión.

## Actividades
A principios de 2011, AVFM creó el sitio web Register-Her, una página wiki que inicialmente incluía los nombres, direcciones y otra información personal de mujeres condenadas por asesinar o violar a hombres. El registro se amplió con el tiempo para incluir a las mujeres consideradas culpables por «falsas acusaciones de violación» o «fanatismo anti masculino» por los operadores de los sitios. Bajo el lema «¿Por qué estas mujeres no están en la cárcel?», el sitio también publicó información de identificación personal de mujeres que participaron en protestas contra el movimiento por los derechos de los hombres (MRA), se burló del MRA en las redes sociales o mujeres que expresaron apoyo a ideas feministas. El fundador de AVFM, Paul Elam, declaró que ya no habría «ningún lugar para esconderse en Internet» para "esas perras mentirosas". El sitio ha cerrado desde entonces.
En 2014, AVFM lanzó un sitio web llamado White Ribbon, que adoptó gráficos y lenguaje de la Campaña White Ribbon, un programa de prevención de la violencia que se estableció en 1991. El sitio White Ribbon de AVFM se estableció inicialmente como una respuesta a la Campaña White Ribbon, argumentando que los refugios para mujeres eran «focos de odio de género» y que los académicos «corruptos» habían conspirado para ocultar violencia contra los varones El sitio web fue duramente criticado por Todd Minerson, Director Ejecutivo de White Ribbon, quien afirmó que el sitio web de AVFM White Ribbon es un "intento equivocado para desacreditar a otros" e instó a sus partidarios a «no dejarse engañar por esta campaña de imitación».
Activistas de AVFM ayudaron a organizar la primera Conferencia Internacional sobre Asuntos de los Hombres, que se llevó a cabo en Detroit, Míchigan, a fines de junio de 2014. En la reunión a la que asistieron unos pocos cientos de hombres y algunas mujeres, Elam declaró que la elección de la ciudad se llevó a cabo ya que esa ciudad representa la «masculinidad». Las personas que dieron discursos incluyeron a Mike Buchanan del partido de Justicia para Hombres y Niños (J4MB) del Reino Unido y Warren Farrell. Los temas discutidos incluyeron el efecto del desempleo en los hombres después de la Gran Recesión, la posibilidad de desarrollar una píldora anticonceptiva masculina e intentos de aumentar la atención de los hombres que habían servido en el ejército de los Estados Unidos.
La Conferencia Internacional sobre Asuntos de los Hombres (ICMI18) de 2018, organizada en asociación con el partido político británico Justicia para Hombres y Niños, debía tener lugar en el estadio St Andrew's, la sede del Birmingham City Football Club, Reino Unido, entre el 6 y el 8 de julio de 2018. Sin embargo, a principios de noviembre de 2017, el club canceló el uso previsto de sus instalaciones diciendo que habían sido «engañados en el momento de la reserva». Mike Buchanan, el líder de J4MB, había dicho inicialmente que todavía tenía la intención de que la conferencia siguiera adelante en St Andrew's ya que sentía que tenía "un contrato perfectamente bueno y legalmente vinculante". La conferencia se realizó en el Centro de Exposiciones ExCeL de Londres, entre el 20 y el 22 de julio de 2018.

## Críticas
AVFM se incluyó en una lista de doce sitios web presentada en la publicación de la primavera del 2012 (El año en el odio y el extremismo) del Informe de inteligencia del Southern Poverty Law Center (SPLC) en una sección llamada Misoginia: los sitios. El informe esbozó la manosfera, describiéndola como «cientos de sitios web, blogs y foros dedicados a las feministas salvajes en particular y las mujeres ... en general». El informe atribuyó a algunos sitios el intento de civismo y el intento de «respaldar sus argumentos con hechos», pero condenó a casi todos por estar «cargados de ataques misóginos que pueden ser sorprendentes para el odio gutural que expresan» y, en última instancia, los describieron como «odio hacía las mujeres».
Un ejemplo prominente de AVFM incitando a la violencia contra las mujeres fue la declaración del mes de octubre como «El mes golpear la boca de una perra», con Paul Elam diciendo: «Un hombre que te devuelve el golpe después de haberlo agredido no te convierte en una víctima de violencia doméstica. Te hace una receptora de justicia. Trata con eso». Más tarde ese año, el SPLC publicó una declaración sobre las reacciones a su informe, diciendo que «provocó una tremenda respuesta entre los activistas de los derechos de los hombres (MRA) y sus simpatizantes», y que «debería mencionarse que en el SPLC no etiquetamos a los MRA como miembros de un movimiento de odio, ni nuestro artículo afirma que las quejas que emiten en sus sitios web (falsas acusaciones de violación, acuerdos de divorcios y otras cosas por el estilo) carecen de fundamento, pero sí llamamos a ejemplos específicos de misoginia y amenazas, manifiesta o implícita, de violencia».
Una declaración de 2014 del SPLC criticó a la Conferencia Internacional sobre Asuntos de los Hombres, en particular al encontrar fallas en las afirmaciones hechas ahí, como que «del 40% a 50% de las acusaciones de violación son falsas», ya que el SPLC considera que «los mejores estudios académicos muestran que entre aproximadamente el 2% y el 8% de tales acusaciones son en realidad falsas, una tasa comparable a la de las falsas denuncias de la mayoría de los otros delitos violentos». Sin embargo, la declaración de la organización también argumentó que la conferencia asociada a AVFM fue «relativamente tenue» dado que la mayoría de los que trabajaron fue para mantener «el vitriolo al mínimo» en las discusiones. Un comentario sobre la naturaleza de la pena por los hombres recibió elogios del SPLC, pero la organización advirtió que la naturaleza del material anterior declarado por aquellos en AVFM seguía siendo un problema grave.
La retórica de AVFM ha sido descrita como misógina y odiosa por comentaristas como Leah McLaren, Jaclyn Friedman, Jill Filipovic, Brad Casey, Clementine Ford y Mark Potok del SPLC. Al escribir en The New York Times, Charles McGrath declaró que los sitios web como AVFM contienen «una cierta cantidad de hostilidad anti-feminista, si no es completamente misoginia». Time ha informado sobre la descripción «misógina» del grupo por parte de SPLC, así como sobre el rechazo oficial del movimiento al concepto de misoginia, y Elam citó que afirmaba que ser controvertido era una forma de llamar la atención. La periodista Jessica Roy comentó que encontró que la conferencia de la AVFM se dividió entre muchas personas que hacían amenazas violentas y se reían abiertamente de bromas sobre violaciones, y muchas personas que buscaban promover cambios socioeconómicos y legales mediante una discusión educada.
En 2018, el SPLC lo categorizó como un grupo de odio supremacista masculino.